# Убийство Офира Рахума
Убийство Офира Рахума — убийство 16-летнего израильского школьника из Ашкелона по имени Офир Рахум на окраине Рамаллы, совершённое 17 января 2001 года палестинской вооружённой группой «Танзим» (фракция ФАТХ).
Это убийство было спланировано и инициировано 24-летней арабской христианкой по имени Амена Мона (араб. آمنة منى‎) из Бир-Набалы в Иудее и Самарии. В течение многих недель Мона вела долгие личные беседы на английском языке с Рахумом через программу обмена мгновенными сообщениями ICQ, выдавая себя за новую иммигрантку из Марокко по имени Салли. Моне удалось завоевать его доверие и убедить его встретиться с ней в Иерусалиме, якобы для романтических целей. Рахум приехал на встречу, и они продолжили путь на её машине к заранее назначенному месту встречи с другими членами террористической ячейки в изолированном районе на окраине Рамаллы. Там они убили его, выстрелив десятки пуль с близкого расстояния, а Мона наблюдала за происходящим со стороны.

## Предыстория
Амена Мона — арабская христианка, имевшая также израильское удостоверение личности. Мона была активисткой организации ФАТХ и во время учёбы в университете Бир-Зейт присоединилась к «Шабибе», ответвлению организации «Танзим». В начале 2000-х годов она работала журналисткой в газете «Аль-Санобар» в Рамалле. В рамках своей работы в газете 12 октября 2000 года она стала свидетельницей линча двух израильских резервистов в Рамалле. По утверждению Моны, она была «взволнована» увиденным и в результате решила спланировать и инициировать похищение и убийство израильско-еврейского гражданина.
С октября 2000 года Мона начала устанавливать контакты с различными израильскими подростками в интернете через программу ICQ, подключаясь к интернету из интернет-кафе в Рамалле. Первоначальной целью похищения был израильтянин из Иерусалима по имени Меир Карни, с которым Мона вела множество бесед в ICQ в течение примерно двух месяцев и даже разговаривала с ним по телефону. Мона пыталась убедить Карни встретиться с ней в «романтическом месте» в Рамалле, но тот категорически отказался. В итоге Мона встретилась с ним в Иерусалиме трижды, пока наконец не решила, что он не подходит для осуществления похищения. Кроме того, Мона даже заявила Карни о своём намерении стрелять в сторону квартала Рамот в городе. В начале их общения Мона представилась Карни израильтянкой, но позже сказала, что она арабка.
Параллельно в конце 2000 года она также вела романтические беседы через ICQ с 16-летним израильским школьником из Ашкелона по имени Офир Рахум. Разговоры с Рахумом велись на английском языке, при этом Мона выдавала себя за новую иммигрантку из Марокко по имени Салли и указывала ему, что её мать израильтянка, а отец марокканского происхождения. После того как они общались в чате в течение нескольких месяцев, Мона начала настаивать на личной встрече с Офиром в Иерусалиме. Рахум попросил встретиться в районе Ашкелона, поскольку его родители не согласились бы на такую долгую поездку в Иерусалим одному. Мона отказалась от предложения Рахума встретиться в районе Ашкелона и продолжила настаивать на встрече в Иерусалиме. В начале января 2001 года, за несколько дней до убийства, Моне удалось убедить Рахума приехать в Иерусалим, используя сексуальные намёки, чтобы убедить его встретиться с ней. За два дня до убийства она написала: «Ты не представляешь, как сильно я жду среду». Когда они встретились, она убедила его поехать с ней в Рамаллу.

## Убийство
Утром в среду, 17 января 2001 года, Мона и Рахум встретились на центральном автовокзале Иерусалима, коротко поговорили по-английски, а затем сели в такси, которое довезло их до перекрёстка А-Рам. Оттуда они поехали на автомобиле Ford Escort сообщника Моны (активиста ФАТХ Хасана аль-Кади), у которого были израильские номерные знаки, в сторону окраины Рамаллы. На вопрос Офира, почему они едут по арабской территории, Мона ответила, что «так бывает в Иерусалиме, где есть как арабские, так и еврейские кварталы». Согласно плану, Мона должна была «передать» Рахума аль-Кади и его сообщникам.
В 11:30 Мона остановила машину на окраине Рамаллы рядом с автомобилем с палестинскими номерными знаками, в заранее оговоренном месте встречи с террористической группой. Мона немедленно выскочила из машины, в то время как активисты ФАТХ аль-Кади и Абд аль-Фаттах Дула, вооружённые автоматами Калашникова, вышли из своего автомобиля и попытались вытащить Офира из машины. Когда он отказался, они выстрелили в него более 15 раз с близкого расстояния, пока Мона стояла в стороне и наблюдала за происходящим. Затем убийцы бросили его тело в багажник и сбежали в Рамаллу. В то же время Мона продолжила свою обычную жизнь и поехала в свой офис.
Позднее убийцы закопали тело Офира в районе Аль-Тира в Рамалле.

## Раскрытие убийства
Когда Рахум не вернулся домой, его семья начала поиски и обнаружила, что он даже не пришёл в школу в тот день. В результате последующего расследования, проведённого Шин-Бет (израильская служба безопасности) и Отделом по расследованию международных преступлений, впервые выяснилось, что Рахум общался в Интернете с Моной и что она настаивала на встрече с ним в Иерусалиме, обещая вступить в интимные отношения.
Отряд спецназа «Дувдеван» совместно с Шин-Бет совершил рейд на дом Моны в Бир-Набале и арестовал её. Затем она была передана для допроса следователям Шин-Бет и сотрудникам полиции. Сначала Мона отказывалась сотрудничать со следователями, но примерно через четыре недели она сломалась и дала полное признание о своей роли в нападении, а также раскрыла следователям личности двух своих сообщников: Хасана Кади и Абдулфаттаха Дулы.
18 января 2001 года палестинские силы безопасности обнаружили тело Рахума, перевезли его в больницу Рамаллы, а вскоре после этого передали тело силам ЦАХАЛа.

## Последующие события
Убийство Рахума вызвало сильный шок в израильском обществе. Тогдашний премьер-министр и министр обороны Эхуд Барак в ответ на убийство заявил: «Это отвратительное преступление, совершённое подлыми убийцами, лишёнными человечности», и отметил, что «силы безопасности приложат все усилия, чтобы найти убийц и строго наказать их». Тысячи людей приняли участие в похоронах Рахума, состоявшихся утром 19 января 2001 года в Ашкелоне. Представитель правительства на похоронах, министр Михаэль Мельхиор, произнёс траурную речь, отметив, что «весь народ Израиля разделяет это ужасное горе и боль. За последние сутки мы узнали вашу личность».
Мона была предана суду, осуждена за убийство Офира Рахума и 6 ноября 2003 года приговорена к пожизненному заключению военным трибуналом в лагере Офер. Часть срока она отбывала в тюрьме Шарон, в крыле для заключённых по соображениям безопасности. Там она была очень влиятельной и была избрана «пресс-секретарём заключённых».
Два сообщника Моны также стали разыскиваемыми после информации, которую Мона сообщила во время допроса. 30 апреля 2001 года Хасан Кади погиб при подготовке взрывного устройства в жилом доме в Рамалле, которое сдетонировало. Другой сообщник Моны, Абд аль-Фаттах Дула, был арестован в июле 2004 года во время операции по задержанию в Иерихоне. Дула был приговорён к 7 годам тюремного заключения за похищение и соучастие в умышленном причинении смерти после совершения преступления. После апелляции его приговор был изменён на 12 лет тюремного заключения. Абд аль-Фаттах Дула был освобождён в июле 2016 года.
Хотя израильское правительство первоначально заявляло, что Авана не будет частью сделки, она была освобождена 18 октября 2011 года Мона, вместе с 1026 другими заключёнными и задержанными по соображениям безопасности, была освобождена в рамках сделки Шалита, заключённой между Израилем и организацией Хамас в обмен на освобождение похищенного израильского солдата Гилада Шалита. Изначально Мона должна была быть депортирована в Сектор Газа, но в итоге её депортировали в Египет. Из Египта её перевезли в Турцию, где она проживает как свободный человек.
20 декабря 2011 года в Анкаре состоялась встреча между главой Палестинской автономии Махмудом Аббасом и Моной, а также 11 другими палестинскими заключёнными, освобождёнными в рамках сделки Шалита. Во время этой широко освещаемой встречи Абу Мазен отметил, что освобождение остальных палестинских «террористов» остаётся приоритетом для палестинского руководства.